# Rhoicissus kougabergensis
Rhoicissus kougabergensis är en vinväxtart som beskrevs av E. Retief & E. J. Van Jaarsveld. Rhoicissus kougabergensis ingår i släktet Rhoicissus och familjen vinväxter. Inga underarter finns listade i Catalogue of Life.